# Зінаїда Юр'євська
Зінаїда Юр'євська Ленкіна, у шлюбі Зінаїда фон Бремер (нім. Zinaida Jurjewskaja; 10 червня 1892 — 3 грудня 1925) — німецька оперна співачка (сопрано) естонського походження. Альтернативні варіанти написання її прізвища, знайдені в джерелах, включають Jurjevskaja, Jurievskaia, Yurievskaja і Yuryevskaja. Вона прийняла це сценічним ім'ям як данину своєму місцю народження.

## Життєпис
Зінаїда Ленкіна народилася в Тарту, Естонія, 19 червня 1892 року. Відзначалася як здібна дитина, розмовляла естонською, німецькою та російською, і почала грати на піаніно у 6 років. У 15 років закінчила Тартуську жіночу гімназію імені Пушкіна. Розпочала навчання на історико-філологічному факультеті Тартуських вищих жіночих курсів, в 1912 році перейшла в Петербурзьку консерваторію, щоб вивчати спів. У 1908 році в Курессааре зустріла гвардійського офіцера Георга фон Бремера і знову зустріла його в Санкт-Петербурзі. В 1918 році, в рік, коли вона закінчила консерваторію, вони взяли шлюб.
Зробила успішну кар'єру співачки в Естонії, а потім переїхала до Берлінського оперного театру. Її перша вистава там у 1922 році була в «Золотому півнику» Римського-Корсакова, а в 1924 році вона виконала головну роль у першій берлінській виставі «Єнуфа» Яначека. Чеський художник Еміль Орлік написав її портрет під назвою «Синаїда Юр'євська», який зберігається в Празькій національній галереї. Зробила кілька записів для Homocord, Parlophone і Deutsche Grammophon.
Померла в Андерматті, Швейцарія, стрибнувши в ущелину Шелленен з Теуфельсбрюке (Міст диявола) після того, як спробувала порізати зап'ястя та вжила отрути. Її тіло витягли з замерзлої річки навесні 1926 року. Про її зникнення та смерть повідомили у всьому світі.
Її чоловік замовив барельєфну дошку на честь Юр'євської зі словами «Пам'ятай про мене», яку в 1926 році встановили на їхньому будинку на вулиці Пуєстее, 41, Тарту, і яку відкривав мер. Будинок знищила пожежа 1944 року. Він також встановив у Андерматті її статую, одягнену в її костюм для ролі Марфани в «Царевій нареченій» Римського-Корсакова, і написав меморіальну книгу Zinaida Jurjevskaja kuulsus ja Kolgata (Слава і Голгофа Зінаїди Юр'євської).